# Lester Bird
Lester Bryant Bird (New York, 21. veljače 1938. - 9. kolovoza 2021.) je antigvansko-barbudanski političar koji je od 1994. do 2004. bio premijer Antigve i Barbude. 
Prije ulaska u politiku je bio poznat kao športaš, ali i kao sin popularnog sindikalnog vođe i premijera Verea Birda. Kada mu je otac poražen na izborima 1971. godine, Lester Bird je postao predsjednikom njegove Antigvanske laburističke partije (ALP). Na tom je mjestu ostao do 1993. godine, a sljedeće godine, nakon očeve ostavke, postao i sam premijer. Nakon toga je dva puta pobijedio na izborima - 1994. i 1999. godine - od čega je potonja pobjeda bila obilježena optužbama za izborne nepravilnosti. U ožujku 2004. je na izborima ALP poražena od Ujedinjene progresivne partije (UPP) čiji je vođa Baldwin Spencer postao novi premijer.